# Calyptranthes peninsularis
Calyptranthes peninsularis är en myrtenväxtart som beskrevs av Johannes Bisse. Calyptranthes peninsularis ingår i släktet Calyptranthes och familjen myrtenväxter. Inga underarter finns listade i Catalogue of Life.